# Black Dog: Being A Teacher
Black Dog: Being A Teacher (hangeul : 블랙독 ; RR : Beullaek Dok) est une série télévisée sud-coréenne de 2019–2020 mettant en vedette Seo Hyun-jin, Ra Mi-ran et Ha Joon. Il a été diffusé sur tvN tous les lundis et mardis à partir du 16 décembre 2019 au 4 février 2020,.

## Synopsis
Ko Ha-Neul (Seo Hyun-Jin) rêvait de devenir enseignante, grâce à un enseignant qui l'a aidée quand elle était jeune. Elle commence maintenant a travailler comme enseignant temporaire dans un lycée privé. Tout en y travaillant, elle interagit avec de nombreuses personnes, dont les enseignants Park Sung-Soon (Ra Mi-Ran) et Do Yeon-Woo (Ha-Joon). Tous deux se consacrent à leur travail d'enseignant. Pendant ce temps, Ko Ha-Neul fait face à différents problèmes à l'école. En résolvant ces problèmes, Ko Ha-Neul grandit en tant que personne et enseignante.

## Distribution

### Acteurs principaux
- Seo Hyun-jin : Go Ha-neul[4],[5]
- Ra Mi-ran : Park Seong-soon[4],[6]
- Ha Joon : Do Yeon-woo[4],[7]

### Acteurs secondaires
- Lee Chang-hoon : Bae Myeong-soo[8]
- Jung Hae-kyun : Moon Soo-ho
- Kim Hong-pa : Byeon Seong-joo
- Yoo Min-kyu : Ji Hae-won
- Park Ji-hwan : Song Yeong-tae
- Jo Sun-joo : Kim Yi-boon
- Lee Yoon-hee : Lee Seung-taek
- Heo Tae-hee : Ha Soo-hyeon
- Ye Soo-jung : Yoon Yeo-hwa

### Apparitions
- Ryu Ji-Eun : jeune Go Ha-Neul[9],[10]
- Tae In-Ho : Kim Young-Ha

## Accueil

### Audiences
- À ce tableau, les nombres en bleu représentent des audiences les plus faibles et les nombres en rouge, les plus fortes.

| Épisodes | Dates de diffusion originale | Part d'audience moyenne | Part d'audience moyenne |
| Épisodes | Dates de diffusion originale | AGB Nielsen             | AGB Nielsen             |
| Épisodes | Dates de diffusion originale | Tout le pays            | Séoul                   |
| -------- | ---------------------------- | ----------------------- | ----------------------- |
| 1        | 16 décembre 2019             | 3,331%                  | 3,574%                  |
| 2        | 17 décembre 2019             | 4,412%                  | 5,064%                  |
| 3        | 23 décembre 2019             | 4,411%                  | 5,212%                  |
| 4        | 24 décembre 2019             | 4,349%                  | 4,834%                  |
| 5        | 30 décembre 2019             | 5,483%                  | 6,004%                  |
| 6        | 31 décembre 2019             | 4,732%                  | 5,126%                  |
| 7        | 6 janvier 2020               | 4,797%                  | 4,848%                  |
| 8        | 7 janvier 2020               | 5,055%                  | 5,352%                  |
| 9        | 13 janvier 2020              | 4,393%                  | 4,941%                  |
| 10       | 14 janvier 2020              | 4,339%                  | 4,457%                  |
| 11       | 20 janvier 2020              | 4,492%                  | 4,744%                  |
| 12       | 21 janvier 2020              | 5,085%                  | 5,563%                  |
| 13       | 27 janvier 2020              | 3,983%                  | 4,026%                  |
| 14       | 28 janvier 2020              | 4,428%                  | 4,662%                  |
| 15       | 3 février 2020               | 4,110%                  | 4,261%                  |
| 16       | 4 février 2020               | 4,658%                  | 4,647%                  |
| Moyenne  | Moyenne                      | 4,504%                  | 4,832%                  |

### Sources
- (en) Cet article est partiellement ou en totalité issu de l’article de Wikipédia en anglais intitulé « Black Dog: Being A Teacher » (voir la liste des auteurs).